# Giao hưởng số 5 (Haydn)
Giao hưởng số 5, cung La trưởng là bản giao hưởng thứ năm trong sự nghiệp của nhà soạn nhạc Joseph Haydn. Bản giao hưởng được tin là được viết trong khoảng thời gian 1760-1762. Bản nhạc này được viết cho dàn nhạc giao hưởng ở Bohemia, nơi Haydn nghỉ ngơi trong quá trình làm việc cho Bá tước Ferdinand Maximilian Morzin. Bản giao hưởng này được viết cho 2 oboe, bassoon, 2 horn, đàn dây và bè chạy liền. Là một Sonata da chiesa, bản giao hưởng này có 4 chương:
1. Adagio ma non troppo, 2
4
2. Allegro, 3
4
3. Menuet and Trio, 3
4
4. Presto,

Chương mở đầu chậm rãi và bộ ba trong chương ba đặc trưng bởi những đoạn rất cao của kèn horn. 